# 愛知県道234号みよし沓掛線
愛知県道234号みよし沓掛線（あいちけんどう234ごう みよしくつかけせん）は、愛知県みよし市と愛知県豊明市を結ぶ愛知県の一般県道である。

## 沿革
- 1998年4月1日：それまでの愛知県道238号明知沓掛線を改番・改称して認定（従前の愛知県道234号明智諸輪線は町道に格下げ）
- 2010年：西加茂郡三好町が市制施行によりみよし市になる
- 2011年4月1日：三好沓掛線からみよし沓掛線へ名称変更

## 主な接続路線
- 国道153号（豊田西バイパス）（起点・東山台交差点）
- 愛知県道218号和合豊田線（三好東山交差点）
- 愛知県道56号名古屋岡崎線（平針街道）（明知平成南交差点・明知小石山交差点間で重複）
- 愛知県道54号豊田知立線（井ヶ谷町青木交差点・井ヶ谷町中前田交差点間で重複）
- 愛知県道220号阿野名古屋線・愛知県道56号名古屋岡崎線（新道）（豊明市沓掛町地内：終点）

## 通過する自治体
- みよし市
- 刈谷市
- 豊明市

## 周辺
- 愛知県立三好高等学校
- トヨタ自動車明知工場、トヨタ自動車高岡工場
- 愛知教育大学
- 洲原公園
- ピアゴ井ヶ谷店
- 境川（山伏橋）
- 掛下墓園
- 寿がきや食品本社